# Sphaeropthalma contracta
Sphaeropthalma contracta (лат.) — вид ос-немок из подсемейства Sphaeropthalminae.

## Распространение
Северная Америка: запад США (Вашингтон, Орегон, Монтана, Невада, Юта).

## Описание
Осы-немки с бескрылыми самками (самцы крылатые). От близких видов самцы отличаются мелкими оцеллиями, их диаметр больше 0,4 оцеллярно-окулярного расстояния; метасомальное опушение золотистого или жёлтого цвета; парамеры цилиндрические, шиповидные, не уплощенные. Коготки лапок без зубцов.
Предположительно как и другие виды рода паразитоиды куколок роющих ос Sphecidae.

## Классификация
Вид был впервые описан в 1879 году американским энтомологом Charles A. Blake под названием Agama contracta по самцам, найденным в Неваде. Видовой статус подтверждён в ходе ревизии, проведённой в 2015 году американскими энтомологами Джеймсом Питтсом и Эмили Садлер (Department of Biology, Университет штата Юта, Логан, США). Включён в состав видовой группы S. uro species-group вместе с видами S. abdominalis, S. amphion и S. uro.